# Asiatiska mästerskapen i fäktning 2025
Asiatiska mästerskapen i fäktning 2025 arrangerades mellan den 17 och 22 juni 2025 i Bali i Indonesien. Det var den 27:e upplagan av asiatiska mästerskapen i fäktning.

## Medaljörer

### Herrar
| Gren                  | Guld                                                             | Silver                                                                    | Brons                                                                               |
| Florett, individuellt | Ryan Choi · Hongkong                                             | Mo Ziwei · Kina                                                           | Youn Jeong-hyun · Sydkorea                                                          |
| Florett, individuellt | Ryan Choi · Hongkong                                             | Mo Ziwei · Kina                                                           | Xu Jie · Kina                                                                       |
| Värja, individuellt   | Wang Zijie · Kina                                                | Masaru Yamada · Japan                                                     | Zhang Xinkun · Kina                                                                 |
| Värja, individuellt   | Wang Zijie · Kina                                                | Masaru Yamada · Japan                                                     | Vadim Sjarlaimov · Kazakstan                                                        |
| Sabel, individuellt   | Do Gyeong-dong · Sydkorea                                        | Shen Chenpeng · Kina                                                      | Kaito Streets · Japan                                                               |
| Sabel, individuellt   | Do Gyeong-dong · Sydkorea                                        | Shen Chenpeng · Kina                                                      | Mao Kokubo · Japan                                                                  |
| Florett, lag          | Japan Shunsuke Baba Kazuki Iimura Kyosuke Matsuyama Yudai Nagano | Kina Guo Yifan Mo Ziwei Xu Jie Zeng Zhaoran                               | Hongkong Edgar Cheung Ryan Choi Leung Chin Yu Lawrence Ng                           |
| Värja, lag            | Japan Seiya Asami Koki Kano Akira Komata Masaru Yamada           | Kazakstan Elmir Alimzjanov Ruslan Kurbanov Jerlik Sertaj Vadim Sjarlaimov | Kina Lan Minghao Wang Zijie Yu Mengxiang Zhang Xinkun                               |
| Sabel, lag            | Japan Mao Kokubo Kaito Streets Shido Tsumori Kento Yoshida       | Sydkorea Do Gyeong-dong Ha Han-sol Lim Jae-yoon Park Sang-won             | Uzbekistan Islambek Abdazov Sardor Abdukarimbekov Musa Aymuratov Zukhriddin Kodirov |

### Damer
| Gren                  | Guld                                                   | Silver                                                      | Brons                                                                                    |
| Florett, individuellt | Yuka Ueno · Japan                                      | Sumire Tsuji · Japan                                        | Jiao Enqi · Kina                                                                         |
| Florett, individuellt | Yuka Ueno · Japan                                      | Sumire Tsuji · Japan                                        | Komaki Kikuchi · Japan                                                                   |
| Värja, individuellt   | Song Se-ra · Sydkorea                                  | Yang Jingwen · Kina                                         | Kiria Abdul Rahman · Singapore                                                           |
| Värja, individuellt   | Song Se-ra · Sydkorea                                  | Yang Jingwen · Kina                                         | Kaylin Hsieh · Hongkong                                                                  |
| Sabel, individuellt   | Misaki Emura · Japan                                   | Juliet Heng · Singapore                                     | Kim Jeong-mi · Sydkorea                                                                  |
| Sabel, individuellt   | Misaki Emura · Japan                                   | Juliet Heng · Singapore                                     | Luisa Fernanda Herrera · Uzbekistan                                                      |
| Florett, lag          | Japan Sera Azuma Komaki Kikuchi Sumire Tsuji Yuka Ueno | Kina Han Xiaoxuan Huang Qianqian Jiao Enqi Wang Yuting      | Hongkong Daphne Chan Valerie Cheng Kuan Yu Ching Sophia Wu                               |
| Värja, lag            | Kina Shi Yuexin Tang Junyao Yang Jingwen Yu Sihan      | Sydkorea Kim Hyang-eun Lee Hye-in Lim Tae-hee Song Se-ra    | Hongkong Chan Wai Ling Chu Ka Mong Kaylin Hsieh Coco Lin                                 |
| Sabel, lag            | Japan Misaki Emura Yuina Kaneko Seri Ozaki Yui Sano    | Sydkorea Choi Se-bin Jeon Ha-young Kim Jeong-mi Seo Ji-yeon | Uzbekistan Zaynab Dayibekova Luisa Fernanda Herrera Gulistan Perdebaeva Samira Shokirova |

## Medaljtabell
*   Värdland ( Indonesien)
| Nr                  | Nation              | Guld | Silver | Brons | Totalt |
| ------------------- | ------------------- | ---- | ------ | ----- | ------ |
| 1                   | Japan               | 7    | 2      | 3     | 12     |
| 2                   | Kina                | 2    | 5      | 4     | 11     |
| 3                   | Sydkorea            | 2    | 3      | 2     | 7      |
| 4                   | Hongkong            | 1    | 0      | 4     | 5      |
| 5                   | Kazakstan           | 0    | 1      | 1     | 2      |
| 5                   | Singapore           | 0    | 1      | 1     | 2      |
| 7                   | Uzbekistan          | 0    | 0      | 3     | 3      |
| Totalt (7 nationer) | Totalt (7 nationer) | 12   | 12     | 18    | 42     |